# Michel Biron (homme politique)
Pour les articles homonymes, voir Michel Biron et Biron.
Michel Biron est un homme d'affaires et sénateur canadien né le 16 mars 1934 à Nicolet et mort le 26 avril 2023,.
Il a été nommé au Sénat par le premier ministre Jean Chrétien le 4 octobre 2001.
Il était le président de Sogetel depuis 1967. 

## Distinctions
- 2001 -  Membre de l'Ordre du Canada